# Dicranota rogersiana
Dicranota rogersiana är en tvåvingeart som först beskrevs av Alexander 1925.  Dicranota rogersiana ingår i släktet Dicranota och familjen hårögonharkrankar. Inga underarter finns listade i Catalogue of Life.